# Pterolophia zonata
Pterolophia zonata là một loài bọ cánh cứng trong họ Cerambycidae.